# Sparking Dawn
Sparking Dawn — англомовний маврикійський новинний вебсайт, заснований у січні 2012 року. Сайт публікує як маврикійські, так і міжнародні новини та вирізняється сатиричним стилем висвітлення подій.
Sparking Dawn був заснований у 2012 році на основі партнерської угоди між Tidal Waves Ltd, компанією з обмеженою відповідальністю, розташованою на Маврикії, та іншим маврикійським новинним вебсайтом Island Crisis.